# Почко Владислав Леонідович
Владисла́в Леоні́дович Почко́ (народився 24 грудня 1962 в місті Біла Церква Київської області — помер 30 грудня 2009) — український скрипаль, співак, соліст фольклорного ансамблю Національної філармонії України «Веселі музики» в 1983—2009 роках. Заслужений артист України (2000).

## Життєпис
Закінчив Київське музичне училище імені Р. М. Глієра (1982), Музично педагогічний факультет Київського національного педагогічного університету ім. М. Драгоманова (1990)
З 1985 року працював у фольклорному ансамблі «Веселі музики» Київського об'єднання музичних ансамблів (скрипка, спів). З 1988 у складі ансамблю перейшов працювати в Національну філармонію України.
Побував на гастролях в Англії, Австрії, Бельгії, Болгарії, Голландії, США, Франції, Шотландії, Чехії, Словаччині, Польщі, Фінляндії, Ізраїлі, Греції, Німеччині.
1995 року у складі ансамблю виступив на одній з найпрестижніших сцен Європи — у Мюнхенській філармонії.
Похований на Пуща-Водицькому кладовищі.

## Відзнаки
- Лауреат всеукраїнського конкурсу м. Вінниця (1987, перша премія).
- Заслужений артист України (2000)[1]
- Міжнародна премія «Золотий Орфей» (2002).